# Мажитова, Шарапаткан
Шарапаткан Мажитова (род. 24 июня 1955, село Шайдан, Джалал-Абадская область) — депутат Жогорку Кенеша Кыргызской Республики V и VII созывов от политической партии «Ынтымак» (с 2021 года). Член Комитета по бюджету, экономической и фискальной политике (с января 2022 года). Старейший депутат VII созыва.

## Биография

### Детство
Родилась 24 июня 1955 года в селе Шайдан Джалал-Абадской области Республики Киргизия.

### Образование
В 1978 году успешно завершила обучение на историческом факультете Киргизского государственного университета, в этом же вузе в 1995 году получила диплом юриста. Владеет киргизским, русским языками.

### Трудовая деятельность
Свою трудовую деятельность начала в 1979 году, стала работать преподавателем истории в школе имени Жоомарта Боконбаева в селе Кербен Аксыйского района Джалал-Абадской области.
С 1995 года по 2000 годы работала юристом Дирекции таможенной инфраструктуры. С 2000 по 2004 годы являлась учредителем и директором ОсОО «Тилла Жол». С 2004 по 2008 годы работала в должности директора ОсОО «Ажы Акбар».
С 2010 по 2015 годы была избрана депутатом Жогорку Кенеша Кыргызской Республики V созыва.
С 2013 по 2021 годы являлась учредителем и директором ОсОО «Модерн Стиль».
В ноябре 2021 года избрана депутатом VII созыва Жогорку Кенеша Кыргызской Республики от политической партии «Ынтымак». С января 2022 года является членом Комитета по бюджету, экономической и фискальной политике. Старейший депутат в парламенте VII созыва. Открывала первое заседание данного Парламента.

### Семья
Замужем. Мать пятерых детей: трёх сыновей — Кубанычбек, Канат, Нурэл; и двух дочерей — Асылгуль, Гульназ.